# George Coleman
George Edward Coleman (Memphis, Tennessee, 8 de Março de 1935), é um saxofonista tenor de jazz, norte-americano, de estilo hard bop.
Tocou com  B.B. King (1952, 1955 e 1956), Max Roach (1958 e 1959), Miles Davis (1963 e 1964), Slide Hampton (de 1959 a 1961), Wild Bill Davis (1962), e com Herbie Hancock, Ron Carter e Tony Williams.
Dos vários prémios que recebeu, destaca-se o Life Achievement Award,  pela Jazz Foundation of America, em 7 de Março de 1997.

## Discografia

### Como músico principal
| Ano  | Título                                             | Gravadora                          | Informações |
| ---- | -------------------------------------------------- | ---------------------------------- | --- |
| 1977 | Meditation                                         | Timeless                           | Duo, com Tete Montoliu (piano) |
| 1977 | Revival                                            | Catalyst; Affinity                 | Octeto; lançado como Big George na Europa |
| 1978 | Amsterdam After Dark                               | Timeless                           | Quarteto, com Hilton Ruiz (piano), Sam Jones (contrabaixo) e Billy Higgins (bateria)                                                                                |
| 1979 | Playing Changes                                    | Jazz House                         | Em concerto no Ronnie Scott |
| 1985 | Manhattan Panorama                                 | Theresa; Evidence                  | Quarteto, com Harold Mabern (piano), Jamil Nasser (contrabaixo), Idris Muhammad (bateria); em concerto                                                              |
| 1989 | At Yoshi's                                         | Theresa; Evidence                  | Quarteto, com Harold Mabern (piano), Ray Drummond (contrabaixo), Alvin Queen (bateria); em concerto                                                                 |
| 1990 | Convergence                                        | Triloka                            | Duo, com Richie Beirach (piano) |
| 1991 | My Horns of Plenty                                 | Birdology/Verve; Birdology/Dreyfus | Quarteto, com Harold Mabern (piano), Ray Drummond (contrabaixo), Billy Higgins (bateria)                                                                            |
| 1995 | Blues Inside Out                                   | Jazz House                         | Em concerto no Ronnie Scott |
| 1996 | Danger High Voltage                                | Two & Four                         | Octeto |
| 1998 | I Could Write a Book: The Music of Richard Rodgers | Telarc                             | Quarteto, com Harold Mabern (piano), Jamil Nasser (contrabaixo), Billy Higgins (bateria)                                                                            |
| 2002 | Four Generations of Miles: A Live Tribute To Miles | Chesky                             | Quarteto, com Mike Stern (guitarra), Ron Carter (contrabaixo), Jimmy Cobb (bateria); em concerto                                                                    |
| 2016 | A Master Speaks                                    | Smoke Sessions                     | Maioria das faixas quarteto, com Mike LeDonne (piano), Bob Cranshaw (contrabaixo), George Coleman Jr. (bateria); uma faixa quinteto, com Peter Bernstein (guitarra) |